# Emalahleni Local Municipality
Emalahleni (englisch Emalahleni Local Municipality) ist eine Lokalgemeinde im Distrikt Chris Hani der südafrikanischen Provinz Ostkap. Sitz der Gemeindeverwaltung befindet sich in Lady Frere. Bürgermeisterin ist Ntombizanele Koni.
Der Gemeindename ist die isiXhosa-, isiZulu- und isiNdebele-Lokativform von Kohle.

## Städte und Orte
| - Dordrecht - eCacadu - Galax - Gqadu - Hali No 2 - iCumakala - Indwe - KuNdonga | - KuTsembeyi B - Lady Frere - Magemfaneni - Matyhantya B - Mkapusi - Mtsheko - Mzamomhle - Ndenxe | - Ngcuka - Tjoksville - Tshatshu - Zingcaceni - Zingqolweni |

## Bevölkerung
Im Jahr 2011 hatte die Gemeinde 119.460 Einwohner. Davon waren 98,5 % schwarz. Erstsprache war zu 93,8 % isiXhosa, zu 1,4 % Englisch und zu 1,2 % Afrikaans.